# Tadeusz Hogendorf
Tadeusz Zdzisław Hogendorf (ur. 19 grudnia 1918 w Rzeszowie, zm. 12 czerwca 2010 tamże) – polski piłkarz występujący na pozycji pomocnika lub napastnika, reprezentant Polski w latach 1947–1949, trener piłkarski.

## Życiorys
Profesjonalną karierę zaczynał w Resovii. Przed wojną grał w I lidze w barwach Warszawianki. Po jej zakończeniu krótko przebywał na Górnym Śląsku (Pogoń Katowice) oraz w Gdańsku, by ostatecznie zostać piłkarzem ŁKS, w którym grał do 1952.
W reprezentacji debiutował 31 sierpnia 1947 w meczu z Czechosłowacją. Ostatni raz zagrał w narodowym zespole w 1949. Łącznie w reprezentacji pojawił się na boisku w sześciu meczach i strzelił dwie bramki.
W 1958 ukończył warszawską AWF. Pracował jako trener, m.in. w Łodzi, Rzeszowie, Łańcucie i Sędziszowie.
Wielokrotnie odznaczany. Złote odznaki: OZPN Łódź (1948), Gwardia Łódź (1954), Stal Rzeszów (1958), Resovia (1961), OZPN Rzeszów (1963), ŁKS Łódź (1965). Odznaka 1000-lecia Państwa Polskiego (1967), Odznaka Honorowa Kultury Fizycznej (1975), Medal AWF (1975), Złoty Krzyż Zasługi (1975, 1976), Odznaka Honorowa PZPN (1976), Odznaka "Zasłużony dla Miasta Rzeszowa" (1980), Krzyż Kawalerski Orderu Odrodzenia Polski (1982), Srebrna Odznaka Kultury Fizycznej (1983), Medal 40-lecia PRL (1987), Odznaka "Zasłużonego dla ŁKS" (1987), Odznaka "Zasłużonego dla OZPN Rzeszów" (1995), Medal 75-lecia PZPN (1995), Odznaka Honorowa OZPN Przemyśl (1995), Złota Odznaka Kultury Fizycznej (1997), Krzyż Oficerski Orderu Odrodzenia Polski (1999). 23 września 2008 roku został Honorowym Obywatelem Miasta Rzeszowa.
Został pochowany na Cmentarzu Wilkowyja w Rzeszowie, sektor 103. rząd 2, grób 11_12.